# Dystrykt Viana do Castelo
Dystrykt Viana do Castelo (port. Distrito de Viana do Castelo) – najbardziej wysunięty na północ dystrykt w Portugalii, graniczący od północy z Hiszpanią i od południa z dystryktem Braga. Stolicą jest miasto Viana do Castelo. Dystrykt znajduje się w obrębie Prowincji Północnej, zajmuje powierzchnię 2 255 km², zamieszkuje go 252 000 osób, w związku z tym gęstość zaludnienia wynosi 111,8 os./km².
W skład dystryktu wchodzi 10 gmin:
- Arcos de Valdevez
- Caminha
- Melgaço
- Monção
- Paredes de Coura
- Ponte da Barca
- Ponte de Lima
- Valença
- Viana do Castelo
- Vila Nova de Cerveira